# Kanton Vabre
Kanton Vabre (francouzsky Canton de Vabre) je francouzský kanton v departementu Tarn v regionu Midi-Pyrénées. Tvoří ho šest obcí.

## Obce kantonu
- Ferrières
- Lacaze
- Le Masnau-Massuguiès
- Saint-Pierre-de-Trivisy
- Saint-Salvi-de-Carcavès
- Vabre